# Lago Gondwana
Der Lago Gondwana ist ein 135 m langer und 100 m breiter See an der Scott-Küste des ostantarktischen Viktorialands. In den Northern Foothills liegt er 4,9 km östlich des Mount Browning und 9,5 km nordnordöstlich der Mario-Zucchelli-Station am Ufer der Terra Nova Bay in einer Höhe von 86 m. 
Vittorio Libera untersuchte den See bei einer von 1988 bis 1989 durchgeführten italienischen Antarktisexpedition. Italienische Wissenschaftler benannten ihn 1997 nach der benachbarten deutschen Gondwana-Station.